# أرقطيون شخصي
أرقطيون شخصي (الاسم العلمي: Arctium personatus) هي نوع نباتي يتبع جنس الأرقطيون من فصيلة النجمية.